# Michel-Eustache-Gaspard-Alain Chartier de Lotbinière
Pour les articles homonymes, voir Chartier et Lotbinière.
Michel-Eustache-Gaspard-Alain Chartier de Lotbinière, né le 31 août 1748 à Québec et mort le 1er janvier 1822 à Montréal, est un seigneur, officier et homme politique canadien.

## Biographie

### Jeunesse
Michel-Eustache-Gaspard-Alain Chartier de Lotbinière est né le 31 août 1748 à Québec. Il était le fils de Michel Chartier de Lotbinière et de Louise-Madeleine Chaussegros de Léry.
Âgé de onze ans, il a servi en tant que cadet, pendant le siège de Québec en 1759. L'année suivante, il devint officiellement enseigne en second dans l'armée française quand ils étaient en poste à Montréal avant d'accompagner son père en France.
En France, il reprend ses études dans l'idée de rejoindre la cavalerie française, mais à la suite de la perte de terres de son père en Amérique en 1763, il revient à Québec et devient arpenteur en 1768.

### Seigneur et officier
À partir de 1770 son père ayant contracté des dettes, il rachète les domaines de son père, dont la seigneurie de Rigaud afin d'éponger ses dettes. À peine âgé de vingt ans, il devint un "seigneur" par ses immenses propriétés, par son patronyme prestigieux et par ses relations influentes au Canada.
Contrairement à son père, il a immédiatement reconnu l'importance de travailler avec les Anglais et c'est pourquoi il s'est adapté aux circonstances dans lesquelles il se trouvait.
Après l'invasion américaine en 1775, il fut l'un des premiers seigneurs canadiens à offrir ses services au gouverneur Guy Carleton. Il a aidé à défendre fort Saint-Jean (plus tard Saint-Jean-sur-Richelieu) contre les Américains, mais fut capturé et fait prisonnier par ces derniers. C'est durant cette période qu'il a développé une solide amitié avec William Bingham, dont le fils unique épousa l'une de ses filles. Il fut libéré en 1776 et de retour à Montréal en 1777. Ayant gagné la confiance de Carleton, il fut nommé juge de paix.
Il continua à servir dans la milice canadienne en 1794, et devint lieutenant-colonel du bataillon de milice de Vaudreuil.
En 1803, il fut nommé colonel. Il se retira définitivement de la milice en 1818.

### Carrière politique
Il est élu à la nouvelle Chambre des Communes, en même  temps que son beau-frère, Pierre-Amable de Bonne. Politiquement, il est surtout connu pour avoir obtenu, par un discours enregistré dans la Gazette de Québec le 31 janvier 1793, que le français et l'anglais fussent traités à égalité lors des débats de la Chambre des Communes.

## Famille et généalogie

Registres de l'état civil du Québec.
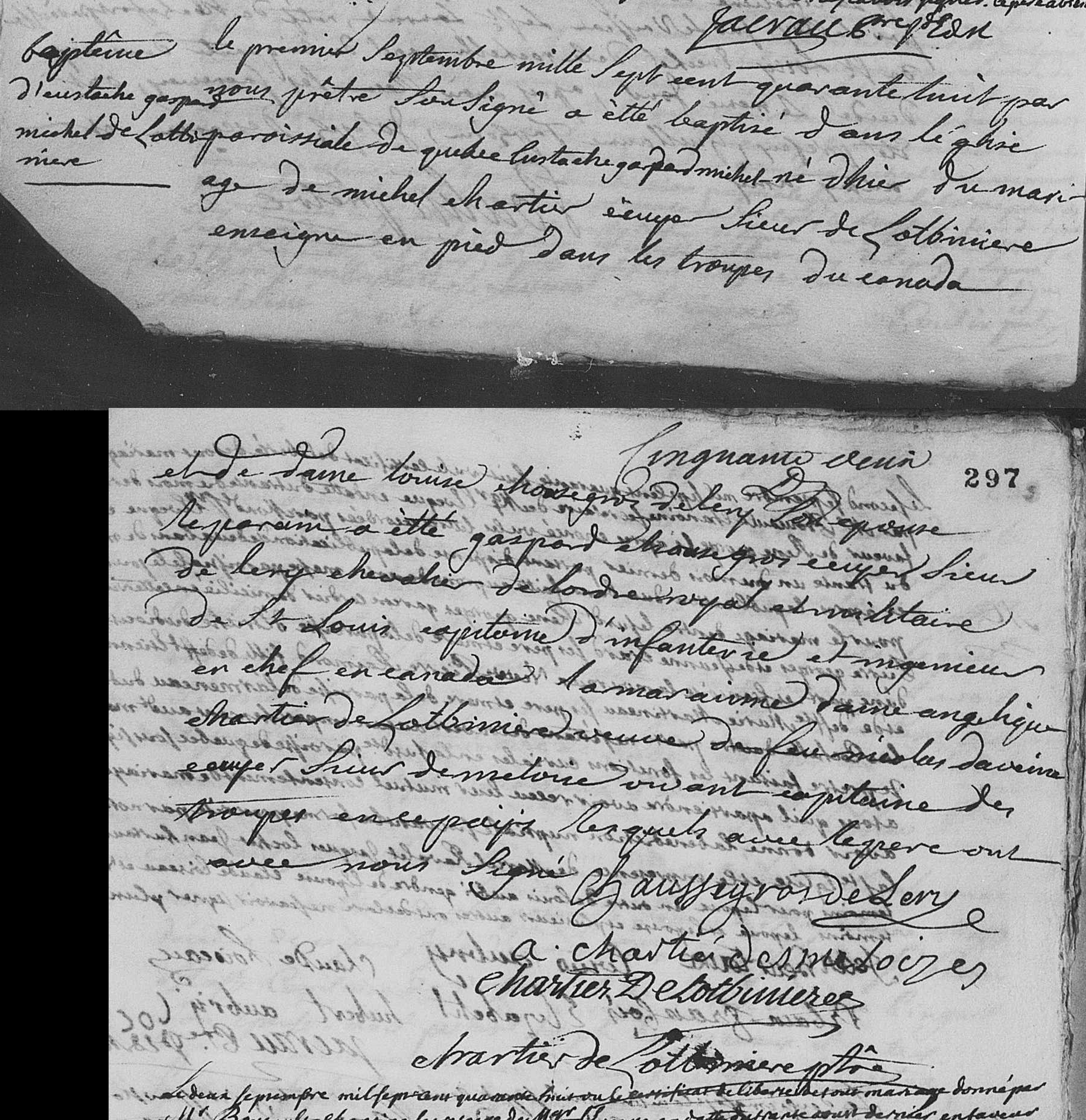
Acte de baptême d'Eustache Gaspard Michel de Lotbiniere. 1er septembre 1748. Paroisse Notre-Dame-de-Québec de la ville de Québec.
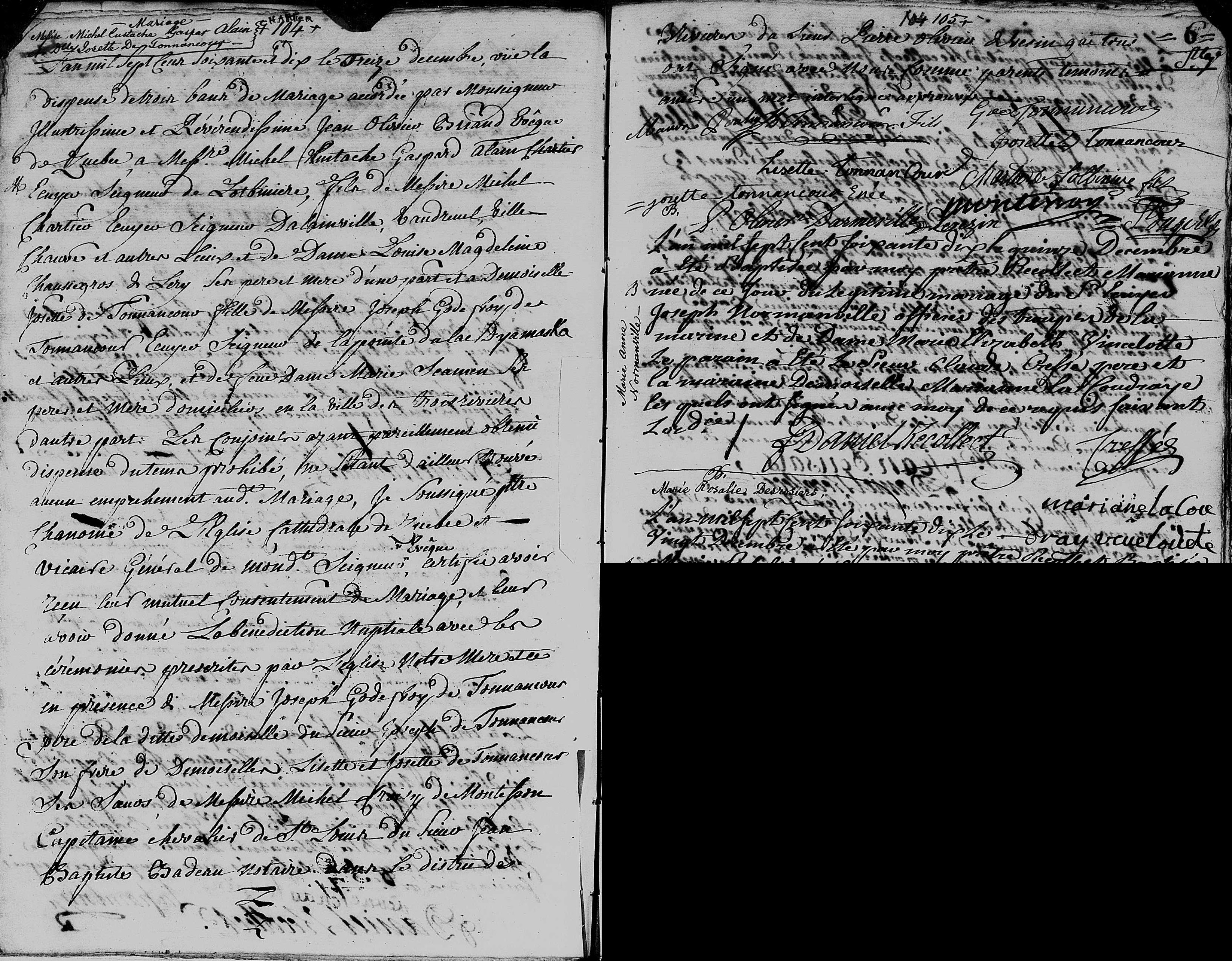
Acte de mariage entre Michel Eustache Gaspard Alain Chartier et Josette de Tonnancour. 12 décembre 1770. Paroisse de l'Immaculée-Conception de la ville de Trois-Rivières.
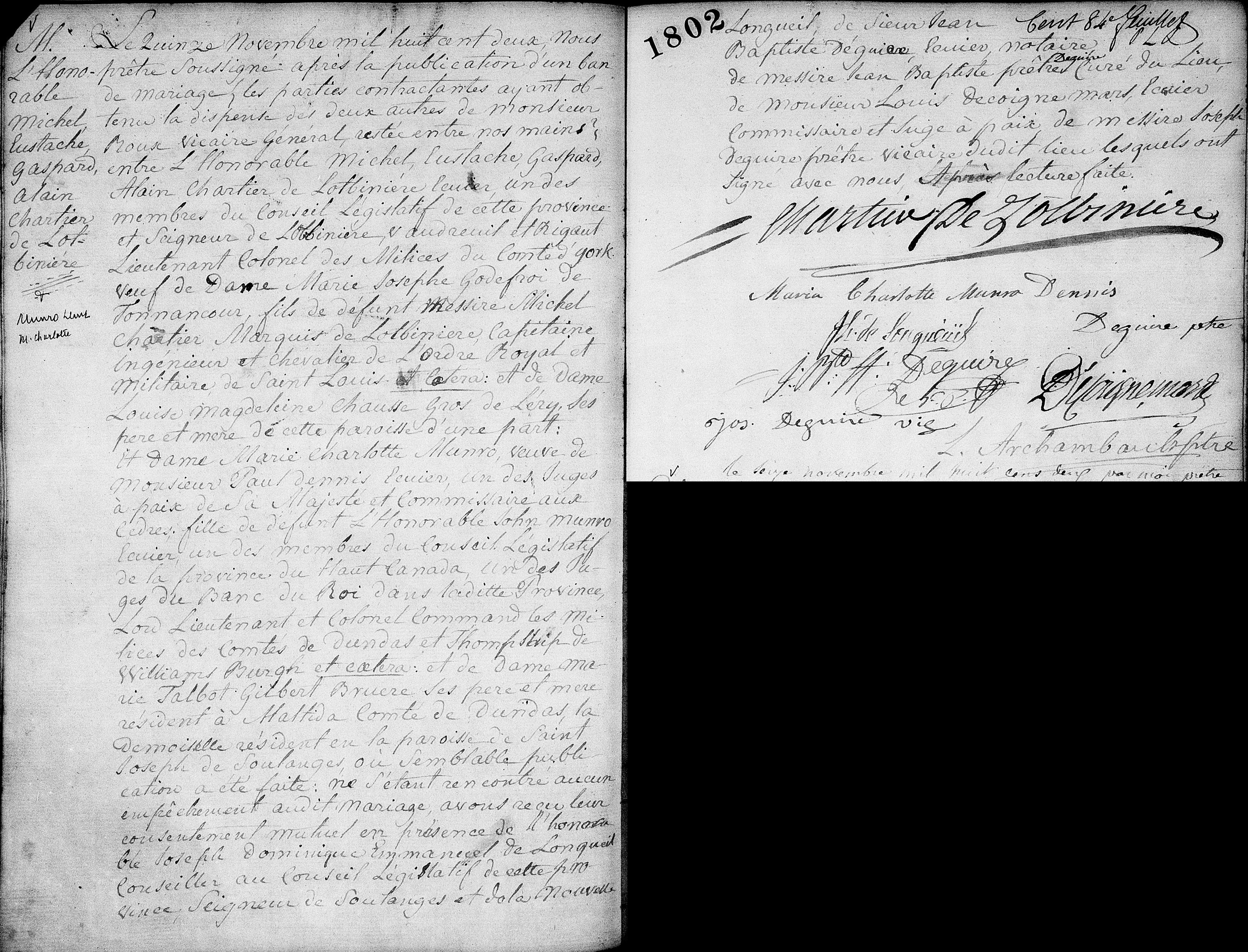
Acte de mariage entre Michel Eustache Gaspard Alain Chartier de Lotbinière et Marie Charlotte Munro. 15 novembre 1802. Paroisse Saint-Michel-de-Vaudreuil de la ville de Vaudreuil.
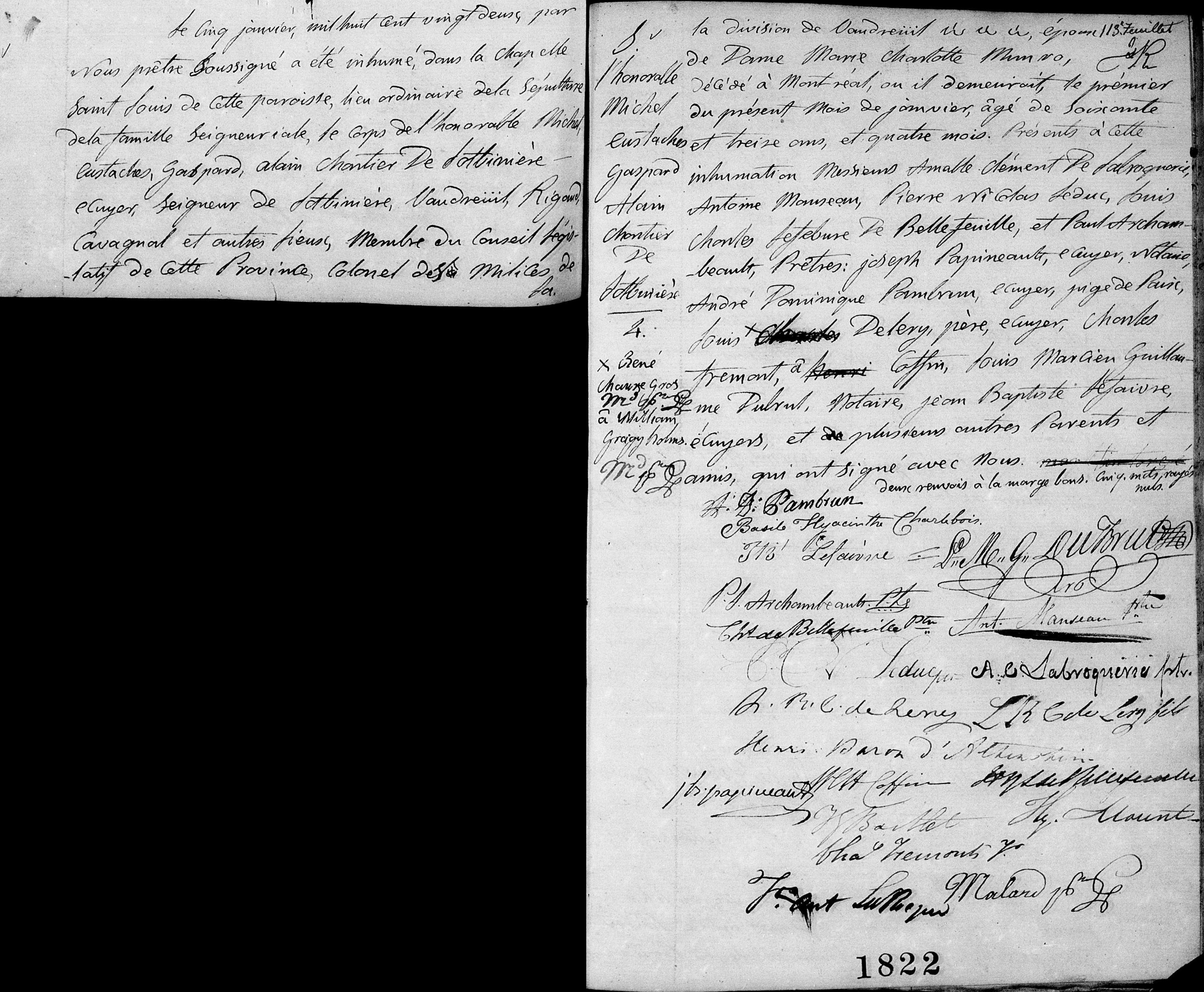
Acte de sépulture de Michel Eustache Gaspard Alain Chartier de Lotbinière. 5 janvier 1822. Paroisse Saint-Michel-de-Vaudreuil de la ville de Vaudreuil.

Après sa première femme (Josette, fille de Louis-Joseph Godefroy de Tonnancour) décédée en 1799, il épousa Marie-Charlotte, fille de John Munro en 1802. Ils furent les parents de trois filles, héritières connues comme "Les Trois Cannelles". L'aînée, Louise-Josephte (1803-1869) épousa Robert Unwin Harwood et hérita de la seigneurie de Vaudreuil; la deuxième fille, Charlotte (1805-1866), devint seigneuresse de Rigaud et épousa William Bingham; la fille cadette, Julie-Christine (1810-1887) épousa Gaspard-Pierre-Gustave Joly et obtint Lotbinière.
Ses petits-fils, Antoine Chartier de Lotbinière Harwood et Henri-Gustave Joly de Lotbinière, devinrent membres de l'Assemblée législative du Canada-Uni (Canada-Est), puis du Québec. Joly de Lotbinière devint également premier ministre du Québec, ministre du Cabinet fédéral et lieutenant-gouverneur de la Colombie-Britannique.